# Franklin University Switzerland

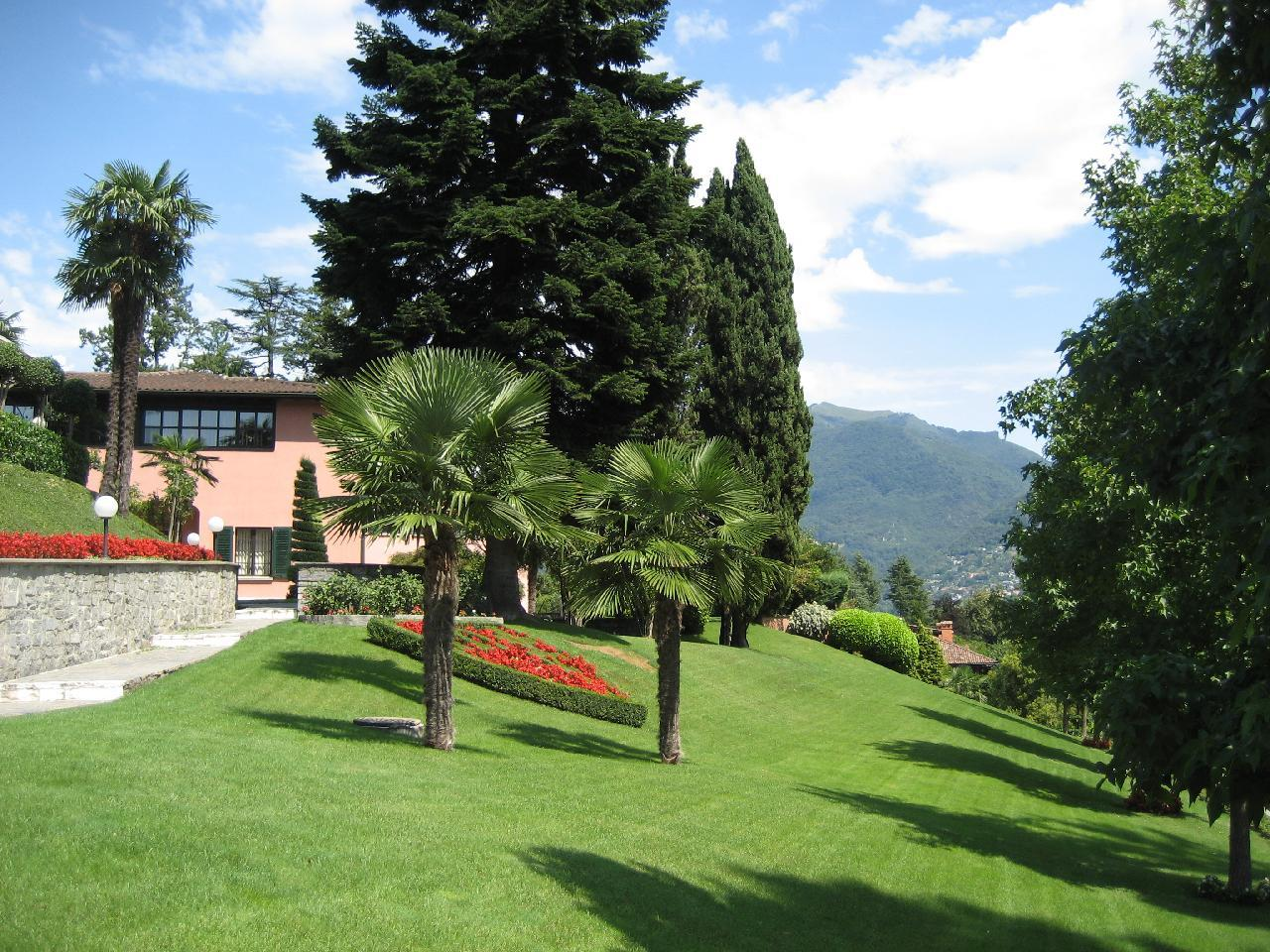
Main Campus Franklin University Switzerland (2007)

Die Franklin University Switzerland (kurz FUS) ist eine Schweizer Privatuniversität mit Sitz in Sorengo bei Lugano.

## Geschichte
Vorläufer der heutigen FUS war das Fleming College, ein Programm der American School in der Schweiz, das Ende der 1960er Jahre den Betrieb einstellte. In der Nachfolge wurde 1969 das Franklin College – nach dem Namensgeber Benjamin Franklin – gegründet und erhielt 1986 seinen festen Campus an der Via Ponte Tresa in Sorengo und zeitgleich die Akkreditierung als vierjähriges College durch das Middle States Commission on Higher Education (MSCHE). 2005 wurden die Studiengänge des Franklin College von der Schweizerischen Universitätskonferenz (SUK) akkreditiert, und 2006 expandierte die Hochschule auf einen zweiten Campus, der früher von der Leonardo-DaVinci-Schule genutzt wurde. 2010 wurde der erste Masterstudiengang am Franklin College eingerichtet. 2013 erhielt das Franklin College die volle institutionelle Akkreditierung durch die Schweizerische Universitätskonferenz, wurde damit als Hochschuleinrichtung innerhalb des schweizerischen Universitätssystems anerkannt und ist die einzige Hochschuleinrichtung der Welt, die sowohl in den Vereinigten Staaten  als auch in der Schweiz voll akkreditiert ist. Im Jahr 2014 benannte sich das Franklin College offiziell zur Franklin University Switzerland (FUS) um. Seit Dezember 2021 ist die Franklin University Switzerland in der Schweiz für acht Jahre als Universitätsinstitut akkreditiert.
Im Jahr 2018 wurde die FUS vom chinesischen Ministerium für Bildung (中华人民共和国教育部) als akkreditierte ausländische Universität anerkannt.

## Akademische Programme
Die Universität bietet mehrere Bachelor- und Master-Studiengänge an:
- International and interdisciplinary Bachelor of Arts (BA) or of Science (BS)
- International and interdisciplinary Master of Science in International Management (MSIM)

in den Fachrichtungen:
- Art History and Visual Culture
- Communication and Media Studies
- Comparative Literary and Cultural Studies
- Environmental Sciences and Studies
- Fashion Studies
- Finance
- History
- International Economics
- International Management
- International Marketing Management
- Political Science
- Psychology
- Visual Communication Arts

Die Mehrheit der Vorlesungen wird in Englisch gehalten.